# 颶風帕齊 (1959年)
颶風／颱風帕齊（英語：Hurricane／Typhoon Patsy，國際編號：5912，聯合颱風警報中心：29W）是1959年太平洋飓风季以及1959年太平洋台风季的一個热带气旋，风暴在9月6日形成，在9月10日消散，维持了4天。帕齊曾在国际日期变更线附近移動飄忽，且從未登陸任何地方。雖然帕齊曾經以三級颶風的威力接近中途島，但礙於中途島面積細小和人煙稀少，對該地的影響至今未知。帕齊是因第二次世界大戰後有紀錄以來首個太平洋五級颶風，及因中北太平洋風速最高的颶風而聞名，亦是少數從西橫過国际日期变更线進入東太平洋的熱帶氣旋之一。

## 氣象歷史
1959年9月6日，有飛機報告指在国际日期变更线附近有一個熱帶風暴出現，其後這個熱帶風暴被命名為帕齊。不會兒，帕齊便增強為一颱風。不過礙於欠缺資料，其早期發展不得而知。一道低壓槽引導帕齊向東北移動，兩日後有另一道低壓槽發展，並支配之前的低壓槽，再引導帕齊向西北移動。接著它緩慢地轉向偏北方移動，並逐漸減弱，最後於9月10日消散。帕齊在国际日期变更线附近移動飄忽，其路徑亦很罕見，過往十年間從未見過有热带气旋曾經採取上述的路徑，縱使1958年颱風裘恩有稍微類似的路徑。
根據美國國家颶風中心所提供的「最佳路徑圖」，帕齊從被發現到消散為止一直在国际日期变更线以東海位置。日本氣象廳所提供的「最佳路徑圖」則沒有提供風速，只是提供其最低海平面氣壓965毫巴（或百帕斯卡），並指出帕齊是一個太平洋颱風。而聯合颱風警報中心曾報告在颶風位置上出現爭論，但表明他們在国际日期变更线以東海域錄得帕齊的最高風速。

## 影響及紀錄
帕齊因一直在中部太平洋海域国际日期变更线附近移動，所以從未登陸任何地方，亦無造成人員傷亡。雖然帕齊曾經以三級颶風的威力接近中途島，但礙於中途島面積細小和人煙稀少，對該地的影響至今未知。
帕齊於1959年9月6日達到相當於現時萨菲尔-辛普森飓风等级五級的強度，成為第二次世界大戰後有紀錄以來首個太平洋五級颶風。同時，帕齊以150節（280公里每小時）的風力，與1994年的颶風約翰雙雙成為中部太平洋風速最高的颶風。另外，帕齊是少數從西橫過国际日期变更线進入東太平洋，並且由中太平洋颶風中心確認的熱帶氣旋之一，自1959年起只發生六次。不過，有研究卻懷疑帕齊的實際風速，因為有一份帕齊五級颶風風力報告同時提供其最低海平面氣壓960毫巴（或百帕斯卡）——典型三級颶風所擁有的最低氣壓數值；研究亦指出另一份報告沒有提供帕齊的氣壓數據，其強度令人質疑。

## 外部連結
- 風暴路徑圖